# Cypselea
Cypselea là chi thực vật có hoa trong họ Aizoaceae.